# ادوارد یدیگاریان
ادوارد گریگوری یدیگاریان (ارمنی: Էդուարդ Գրիգորի Եդիգարյան؛ زاده ۲۶ مارس ۱۹۴۳ - درگذشته ۱۸ فوریهٔ ۲۰۱۹) نقاش اهل ارمنستان بود.

## زندگی‌نامه
وی در ۲۶ مارس ۱۹۴۳ در لنیناکان در به دنیا آمد و از آکادمی دولتی هنرهای زیبای ارمنستان فارغ‌التحصیل گشت. وی همچنین برنده جوایزی همچون نقاش شایسته ارمنستان شوروی شد. وی در ۱۷ یا ۱۸ فوریهٔ ۲۰۱۹ در سن ۷۵ سالگی در پراگ درگذشت.

## یادداشت
1. ↑  Գյումրու նկարչական դպրոց